# Андваринаут
В скандинавската митология Андваринаут (в превод Подаръкът на Андвари) е вълшебен пръстен, който създава злато и първоначално е притежание на джуджето Андвари.
Злият бог Локи успява да измами Андвари да му даде пръстена. За да си отмъсти, Андвари проклина пръстена да носи унищожение на всеки, който го притежава.
Локи бързо дава Андваринаут на Храйдмар, крал на джуджетата, като обезщетение, защото асите са убили по невнимание сина на Храйдмар - От. Братът на От Фафнир впоследствие убива Храйдмар и взима пръстена. Зигфрид (или Зигурд) по-късно убива Фафнир и дава Андваринаут на Брюнхилд (Брюнехилде).
Историята на пръстена е една от главните теми в творбата на Рихард Вагнер „Пръстенът на Нибелунгите“ (Der Ring des Nibelungen) и вероятно е вдъхновила Дж. Р. Р. Толкин да използва подобна идея в своя фентъзи роман „Властелинът на пръстените“.